# Гориця-при-Разтезу
Гориця-при-Разтезу (словен. Gorica pri Raztezu) — поселення в общині Кршко, Споднєпосавський регіон, Словенія. Висота над рівнем моря: 294,9 м.